# Клан Кроуфорд
Клан Кроуфорд (шотл. — Clan Crawford, гэльск. — MacCreamhainn) — один из кланов равнинной части Шотландии — Лоуленда . В нестоящее время клан Кроуфорд не имеет признанного герольдами Шотландии и лордом Львом вождя, поэтому считается «кланом оруженосцев». Последний вождь клана Кроуфорд Хью Рональд Джордж Кроуфорд продал свою землю и имения и переехал в Канаду в 1904 году. Он умер в Калгари в 1942 году, не оставив наследников.
- Девиз клана: Tutum te robore reddam — Я дам вам безопасность прочности (гэльск.)
- Земли клана: Ренфрушир и Эршир
- Исторические резиденции клана: Замок Охинемс (шотл. — Auchinames Castle) — Ренфрушир[3], замок Кроуфурдленд (шотл. — Craufurdland Castle) — Эршир.

## История клана Кроуфорд

### Происхождение клана Кроуфорд
Считается, что название клана Кроуфорд имеет нормандское происхождение. Название клана непосредственно взято из названия поместья в графстве Ланаркшир. Ранние имена всех вождей клана Кроуфорд нормандские, но некоторые ученые утверждают, что вожди клана имеют англо-датское происхождение. Существует историческая традиция, что Реджинальд, сын графа Ричмонда, был одним из нормандских рыцарей, которые были приглашены на службу королем Шотландии Давидом I и получили в награду за службу земли. Один из основателей клана Кроуфорд фигурирует в легенде: король Шотландии на охоте был атакован раненым оленем и его спас рыцарь Кроуфорд. В память об этом событии было создано аббатство Холируд и сэр Греган Кроуфорд получил награды и титулы за спасение короля. Гребень клана с изображением оленя, герб вождей клана и лозунг клана намекают именно на это событие.
Сэр Реджинальд Кроуфорд (ум. 1307) был назначен шерифом город Эр в 1296 году. Его сестра вышла замуж за Уоллеса Элдерсли и стала матерью шотландского героя и патриота Уильяма Уоллеса. Согласно традиции, Уильям Уоллес был сыном сэра Малькольм Уоллеса из Элдерсли. Во время восстания за независимость Шотландии клан Кроуфорд поддержал Уильяма Уоллеса. От шерифа Эра возникли основные ветви клана Кроуфорд: Кроуфорд из Охинемса и Кроуфорд из Кроуфордленда. Основная линия вождей клана получила от короля свободной Шотландии Роберта Брюса королевскую грамоту на владение землями Охинемс в Ренфрушире в 1320 году.

### XV—XVII века
Сэр Уильям Кроуфорд был посвящен в рыцари королем Шотландии Яковом I Стюартом. Он воевал в составе шотландских наемников в армии короля Франции Карла VII Валуа. В 1423 году он был ранен при осаде Креюле (фр. — Creyult) в Бургундии. Джон из Кроуфордленда был убит в битве при Флоддене в 1513 году, так же как и лэрды Охинемса. В 1547 году лэрд Охинемса был убит в битве при Пинки. Томас Кроуфорд из Джорданхилла (1530—1603) тоже принимал участие в битве род Пинки, попал в английский плен и был выкуплен. В 1569 году он стал соратником Генри Стюарта, лорда Дарнли, когда последний вступил в брак с Марией Стюарт — королевой Шотландии. Позже Кроуфорд обвинял Уильяма Мейтленда из Летингтона и сэра Джеймса Бальфура, как заговорщиков в убийстве лорда Дарнли, однако он не поддержал королеву Марию Стюарт, когда она была свергнута с престола. В XVII веке замок Кроуфордленд был изрядно расширен 16-м лэрдом Кроуфорд.

### XVIII век — восстание якобитов
Джон Уокиншоу Кроуфорд — 20-й лэрд Кроуфорд, был выдающимся воином, вступил в армию в раннем возрасте и дослужился до звания подполковника. Он участвовал в победоносной битве при Деттингене в 1743 году против французов. Два года спустя он отличился в битве при Фонтенуа. Но, несмотря на то, что он верно служил Великобритании и Ганноверской династии, во время второго восстания якобитов в 1745 году он стал в ряды повстанцев за независимость Шотландии и за династию Стюартов. Он был соратником Уильяма Бойда, графа Килмарнока, вождя клана Бойд. После поражения повстанцев он остался с графом до конца и взошел вместе с ним на эшафот, где он получил отрубленную голову графа и принимал участие в церемонии его похорон. За поддержку повстанцев он был помилован, но попал в немилость. Позднее, в 1761 году доверие к нему было восстановлено и он даже получил должность сокольничего короля Великобритании. Он умер в 1793 году и оставил все свои имения сэру Томасу Коуттсу. Но это было оспорено в суде Элизабет Кроуфорд, которая выиграла судебное дело в Палате лордов в 1806 году. Эта ветвь клана объединилась кланом Хьюстон, и они до сих пор живут в Кроуфордленде.

### XIX век
Сэр Александр Кроуфорд из Килбирни (1729—1797) получил титул баронета в 1781 году. Его сын, генерал-майор Роберт Кроуфорд (1764—1812), командовал дивизией во время Войны на полуострове. Он погиб в 1812 году во время наполеоновских войн, когда вел свои войска на штурм крепости Сьюдад-Родриго. Памятник ему был построен в соборе Святого Павла в Лондоне. Хью Кроуфорд, 21-й лэрд Охинемс, эмигрировал в Канаду, продав древние клановые земли в XX веке. Линия вождей клана прервалась.

### Замки клана Кроуфорд
- Замок Охинемс (шотл. — Auchinames Castle) — Ренфрушир[3].
- Замок Кроуфордленд (шотл. — Craufurdland Castle) — Эйршир[3].
- Замок Алмонд (шотл. — Almond Castle) — Линлитгоу[3].
- Замок Лаудон (шотл. — Loudoun Castle) — Эйршир, потом перешел к клану Кэмпбелл[3].